# Монесса Ирландская
Монесса (+456) — святая дева, память 4 сентября.
По преданию, святая Монесса (Monessa, Munessa) была дочерью вождя одного из ирландских племён. Она была крещена святым Патриком. Выйдя из воды, она тотчас отошла ко Господу, преисполненная благодати.
Более о ней ничего не известно.